# 18110 HASI
إتش أي أس آي (ويعرف أيضًا باسم 18110 إتش أي أس آي وفق تسمية الكوكب الصغير) (بالإنجليزية: HASI)‏ هو كويكب ضمن حزام الكويكبات؛ وترتيبه 18110 من حيث الاكتشاف.
اكتُشف هذا الجُرم الفلكي بواسطة مرصد لويل للبحث عن الأجرام القريبة من الأرض في 5 يوليو 2000.

## وصلات خارجية
- 18110 HASI في قاعدة بيانات مختبر الدفع النفاث لأجرام النظام الشمسي الصغيرة

- الاكتشاف · مخطط المدار ·  العناصر المدارية · المعلمات المادية

- 18110 HASI على موقع ويكي سكاي: DSS2, SDSS, GALEX, IRAS, Hydrogen α, X-Ray, Astrophoto, Sky Map, Articles and images